# Liste de châteaux américains par région

Carte des États-Unis d'Amérique.

Cette liste non exhaustive répertorie les principaux châteaux aux États-Unis.
Elle inclut les châteaux au sens large du terme, c'est-à-dire :
- les châteaux (généralement bâtis en milieu rural, y compris chartreuses, gentilhommières, maisons fortes, manoirs),
- les palais ou bâtiments officiels (généralement bâtis en milieu urbain),
- les donjons,
- les domaines viticoles, présentant un édifice répondant à la définition de château,
- les demeures ou constructions contemporaines dont l'architecture imite l'architecture médiévale.

quel que soit leur état de conservation (ruines, bâtiments d'origine ou restaurés) et leur statut (musée, propriété privée, ouvert ou non à la visite).
Elle exclut :
- les citadelles et forts
- les domaines viticoles qui n'ont de château que le nom, en l'absence d'édifice répondant à la définition de château.

Le découpage est géographique, par État, et le classement est alphabétique.

## Liste par État
Arkansas
- Forteresse médiévale d'Ozark

Californie
- Castello di Amorosa (en), Calistoga

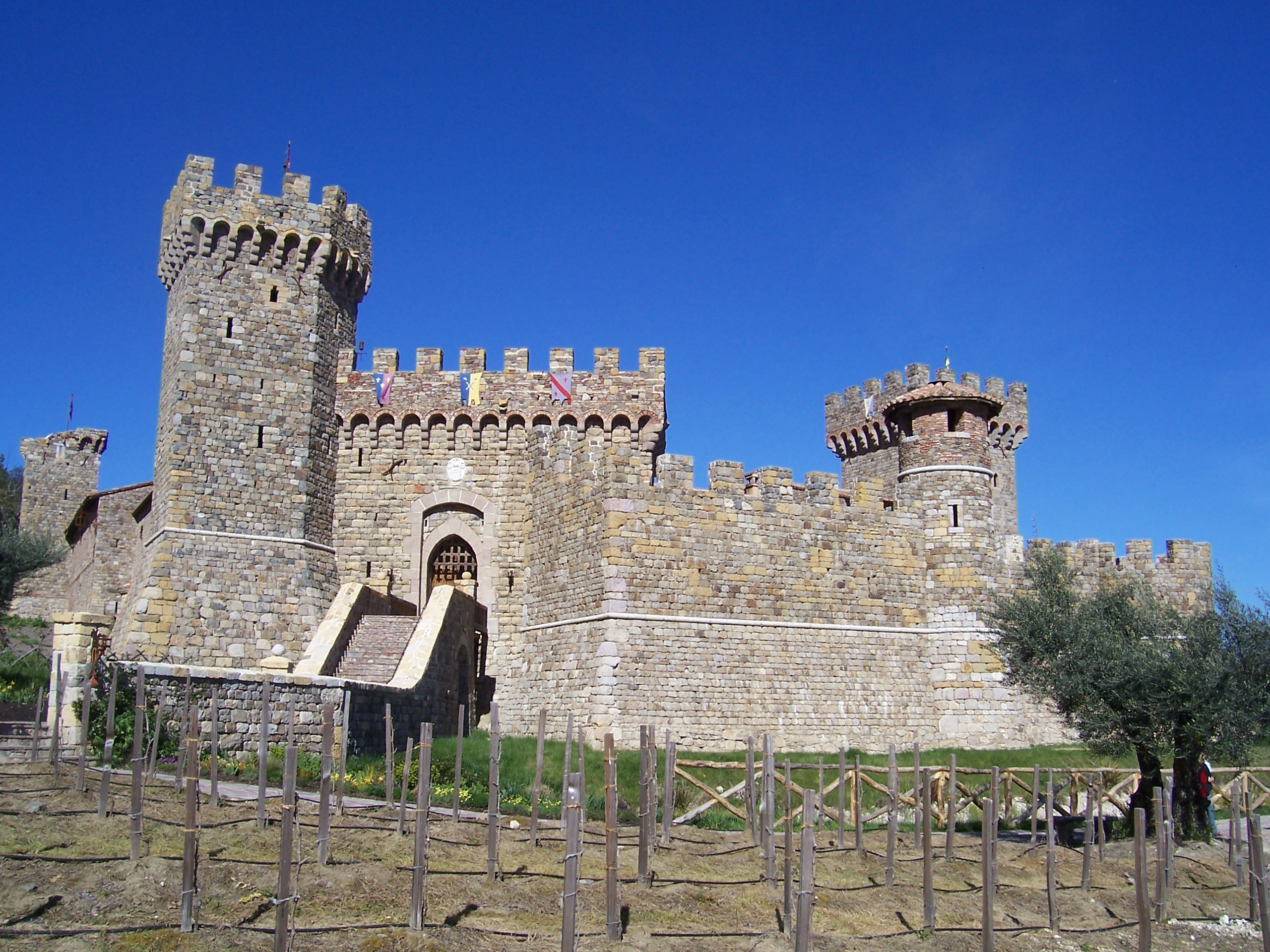
Castello di Amorosa.

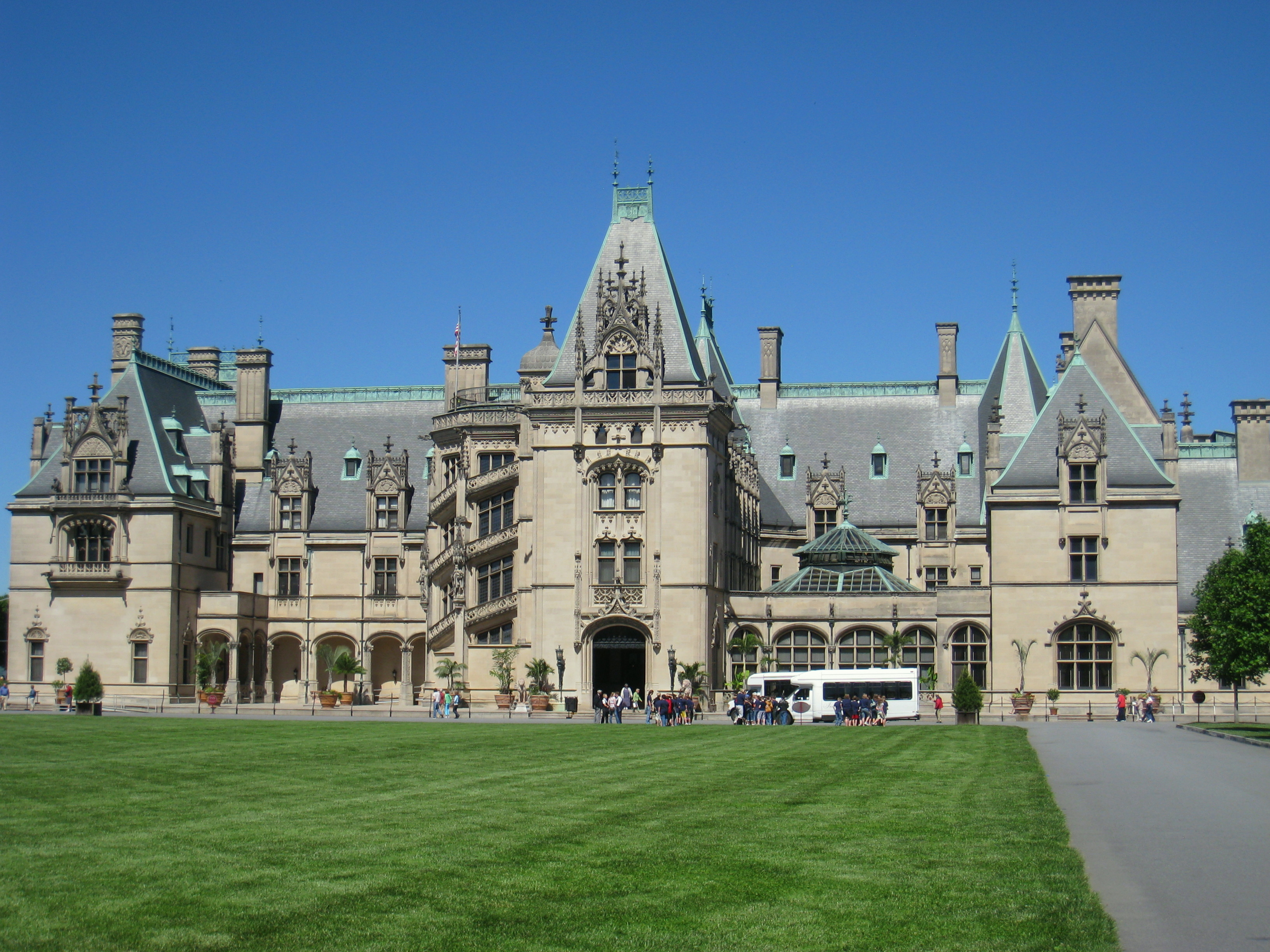
Domaine Biltmore.

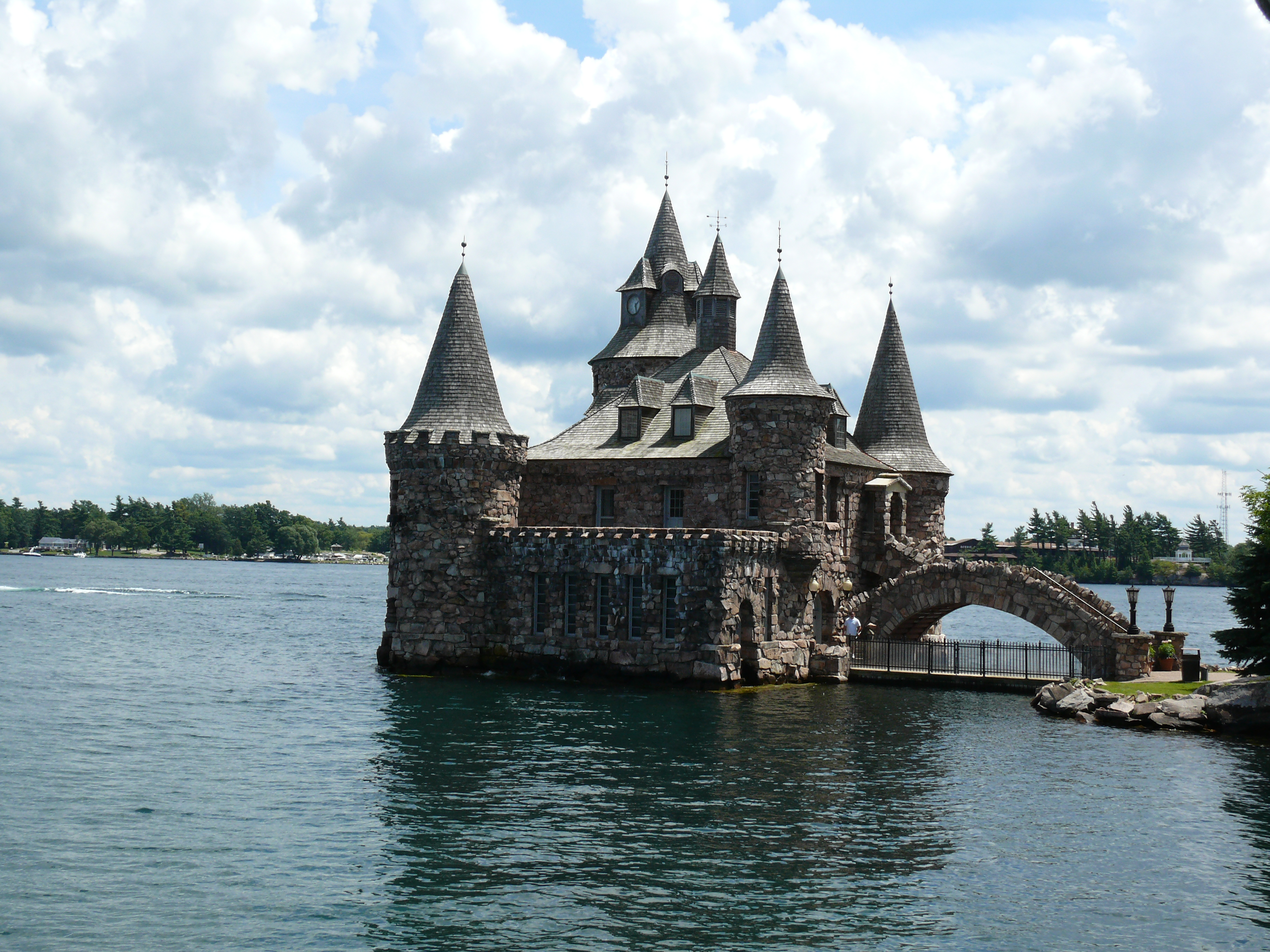
Château de Boldt.

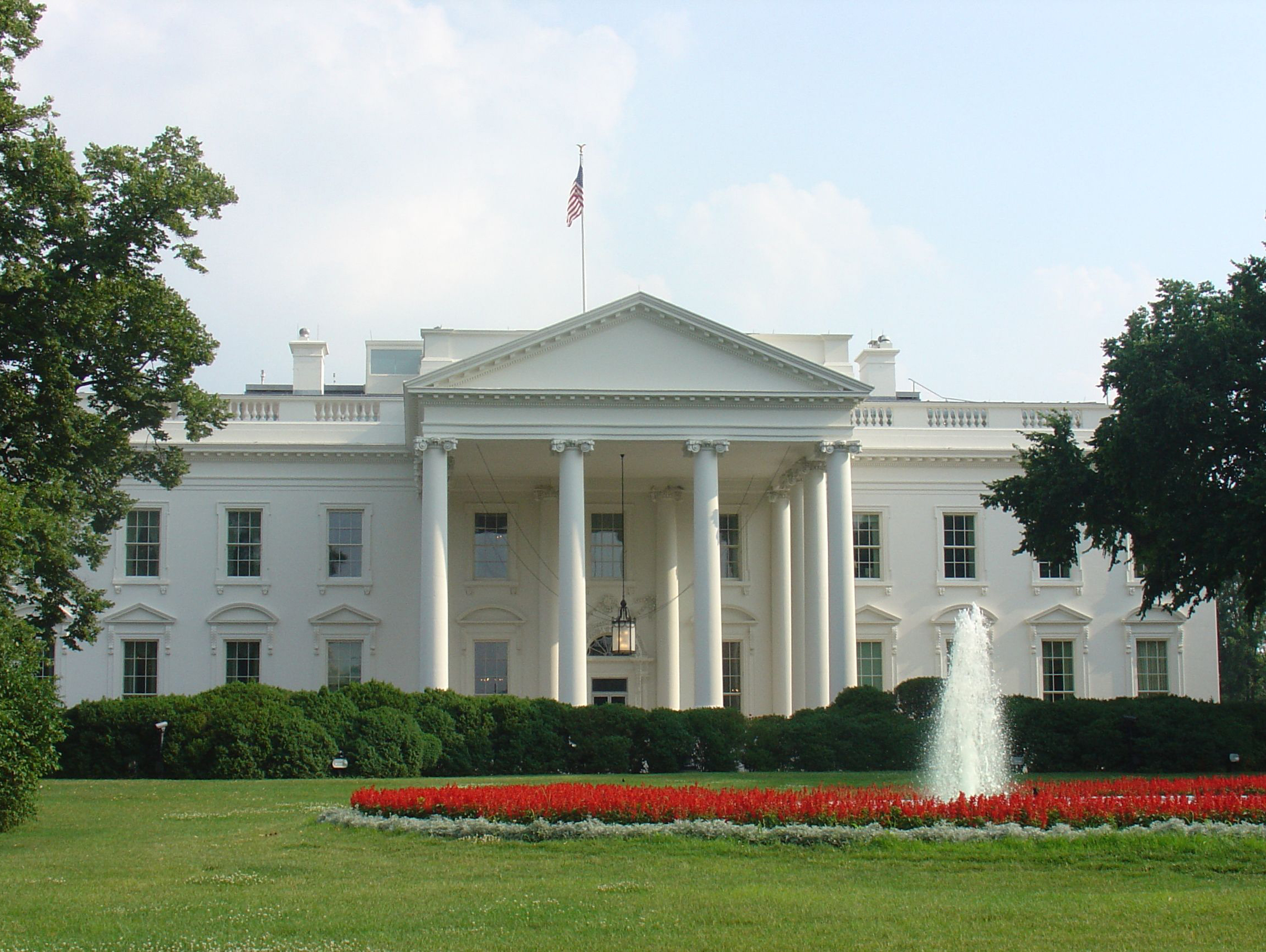
Maison-Blanche.

- Château de la Belle au bois dormant, Anaheim
- Hearst Castle, San Simeon
- San Francisco Armory (en) (The Armory), San Francisco
- Shea's Castle (en), Antelope Valley
- Scotty's Castle, vallée de la Mort

Caroline du Nord
- Domaine Biltmore, Asheville
- Hippol Castle (en), Chapel Hill

Colorado
- Bishop Castle, Rye
- Glen Eyrie (en), Colorado Springs
- Richthofen Castle (en), Denver
- Château de Westminster, Westminster

Connecticut
- Gillette Castle (en), East Haddam

Floride
- Château de Cendrillon, Lake Buena Vista
- Castillo de San Marcos National Monument, Saint Augustine

Kansas
- Château de Coronado Heights (en), Lindsborg
- Nichols Hall (en), Manhattan

Kentucky
- Martin Castle (en), Lexington

Louisiane
- Ancien Capitole de l'État de Louisiane (en), Bâton-Rouge

Massachusetts
- Bancroft Tower (en), Worcester
- Boston University Castle (en), Boston
- Hammond Castle (en), Gloucester
- Herreshoff Castle (en), Marblehead
- Searles Castle (en)
- Winnekenni Castle (en), Haverhill

Michigan
- Curwood Castle (en), Owosso
- Henderson Castle (en), Kalamazoo
- Meadow Brook Hall (en), Rochester Hills
- Castle Museum (en), Saginaw

New Hampshire
- Searles Castle (en), Windham

New York
- Barnemann's Castle, Île Pollepel, Beacon
- Beardslee Castle (en), Little Falls, New York
- Château du Belvédère, New York
- Château de Boldt, archipel des Mille-Îles
- Church House, Greenport
- Château de Dark Island (en), archipel des Mille-Îles
- Hempstead House (en), ou Castle Gould, Sands Point
- Château d'Oheka, Huntington
- Castle Rock (en), Philipstown
- Westbury House (en), Old Westbury

Ohio
- Franklin Castle (en), Cleveland
- Château Laroche (en), Loveland
- Piatt Castles (en), West Liberty
- Squire's Castle (en), Cleveland
- Stan Hywet Hall (en), Akron

Pennsylvanie
- Bowman's Castle (en), Brownsville
- Grey Towers Castle (en), Glenside
- Whitemarsh Hall, Wyndmoor

Rhode Island
- Belcourt Castle (en), Newport
- Carey Mansion (en), Newport
- Marble House, Newport
- Ochre Court (en), Newport

Vermont
- Wilson Castle (en), Proctor

Virginie-Occidentale
- Samuel Taylor Suit Cottage (en), Berkeley Springs

Washington
- Thornewood (en), Lakewood

Washington DC
- Maison-Blanche
- Bâtiment de la Smithsonian Institution